# Parastromateus niger
Parastromateus niger és un peix teleosti de la família dels caràngids i de l'ordre dels perciformes.

## Particularitats
Parastromateus niger és l'única espècie del gènere Parastromateus.

## Morfologia
Pot arribar als 75 cm de llargària total.

## Alimentació
Menja zooplàncton.

## Distribució geogràfica
Es troba des de les costes de l'Àfrica oriental fins a les del sud del Japó i Austràlia.